# المرأة في جنوب إفريقيا
بشكل عام، فإن جميع المجموعات العرقية والإثنية في جنوب إفريقيا لديها معتقدات قديمة العهد تتعلق بأدوار الجنسين، ويستند معظمها على فرضية أن المرأة في جنوب أفريقيا أقل أهمية، أو أقل استحقاقا للسلطة من الرجل.تركز بعض المنظمات الاجتماعية التقليدية الأفريقية على الذكور ويهيمن عليها الذكور.تشمل المعتقدات الدينية الأفريقية أيضا، تأكيدًا قويًا على الفكرة القائمة على أساس الكتاب المقدس نظريًا ومفادها أن مساهمات المرأة في المجتمع ينبغي أن تحظى عادة بموافقة الرجل أو أن تكون نيابة عنه.تم إدخال التحيز الجنسي الحديث والمسيحية في جنوب أفريقيا من قبل أسلاف الشتات الأفريقي
أتاحت التطورات الاقتصادية والسياسية في القرن العشرين للنساء في جنوب أفريقيا عقبات جديدة وفرص جديدة لممارسة النفوذ. فعلى سبيل المثال، غالبا ما كانت متطلبات القوى العاملة في المدن ومناطق التعدين تجر الرجال بعيدا عن منازلهم لعدة أشهر في كل مرة، ونتيجة لذلك، تحملت النساء العديد من المسؤوليات التقليدية للذكور في القرية والمنزل.وكان على النساء أن يضمنن بقاء أسرهن يوما بعد يوم وأن يضمنن المعاملات المالية والقانونية التي كانت ستخصص للرجال لولا ذلك.

## النساء والفصل العنصري
فرضت سياسة الفصل العنصري قيوداً جديدة على المرأة الأفريقية ابتداءً من خمسينات القرن العشرين. كانت العديد منهنّ يعشنَ في بؤس في أوطانهن السابقة، حيث كانت نسبة سوء التغذية والمرض ووفيات الرضع أعلى بكثير مما كانت عليه في المناطق الحضرية. وهناك نساء أخريات يتبعن أزواجهن إلى المدن أو مناطق التعدين ليعشن في أماكن غير ملائمة، وغالباً ما تكون قانونية، وتُجبر العديد من النساء على القيام بالأعمال المنزلية والسكن بالقرب من المجمعات الصناعية. غالبا ما تترك النساء أسرهن للتنقل لمسافات طويلة نحو وظائف منخفضة الأجر مع القوى العاملة المحلية في الأحياء البيضاء. كانت أعداد كبيرة من النساء يعملن بصفة عمالٍ مؤقتين في الزراعة؛ وانضمت أعداد متزايدة من النساء إلى القوى العاملة المزدهرة، كما تم بحثه بعناية في «خيوط التضامن: المرأة في صناعة جنوب إفريقيا» لإيريس بيرجر، 1900-1990.
وأصبحت المرأة المصدر الرئيسي لمقاومة العديد من القيود المتصلة بالعرق خلال حقبة الفصل العنصري، وخاصة قوانين المرور، التي تطلب من الأفارقة أن يحملوا وثائق تسمح لهم بالتواجد في المناطق التي يشغلها البيض. وفي عام 1955، تم تشكيل رابطة الدفاع عن المرأة في الدستور، التي عرفت فيما بعد باسم "الوشاح الأسود"، وذلك لأول مرة من أجل التظاهر ضد هذه القوانين ومن أجل مساعدة منتهكي قوانين المرور. أنشأت رابطة الوشاح الاسود مراكز لتقديم المشورة في العديد من المدن، وساعدت على خفض الأحكام أو مساعدة المخالفين بطرق أخرى.
تمكنت رابطة نساء المؤتمر الوطني الأفريقي، التي تشكلت في عام 1943 من تنظيم مسيرات شملت أكثر من 20000 امرأة إلى المباني الحكومية في بريتوريا للاحتجاج على قوانين المرور وغيرها من قيود الفصل العنصري في عام 1955. لكن احتجاجاتهم فشلت في نهاية المطاف. في أوائل الستينيات من القرن الماضي، تم تمديد قيود قانون المرور لتشمل النساء وقيد التشريع الجديد النساء السود اللواتي لا يعملن بشكل ثابت في البقاء لمدة لا تزيد عن اثنتين وسبعين ساعة في أي منطقة حضرية. في عام 1964 أيضًا، تم القبض على العديد من كبار قادة حزب المؤتمر الوطني الأفريقي، وفرّ آخرون من جنوب إفريقيا أو اختبئوا تحت الأرض، وأصبح الحزب شبه بائد.
استمرت النساء في الانضمام إلى القوى العاملة في المناطق الحضرية، وبحلول أواخر الثمانينيات، شكلت النساء ما لا يقل عن 90% من القوى العاملة المنزلية و 36% من القوى العاملة الصناعية، وفقاً لتقديرات اتحاد العمال. ومع ذلك، وكما هو الحال في بقية أنحاء العالم، فإن أجور النساء أقل من أجور الرجال حتى في الوظيفة نفسها، والمناصب التي تشغلها المرأة عادة ما تكون بساعات عمل طويلة واستحقاقات قليلة، مثل الإجازات المرضية؛ وكثيراً ما يتم فصل النساء دون إشعار مسبق ودون منحهنّ شيءٍ من تعويضات إنهاء الخدمة.
نظمت النساء الأفريكانيات المحافظات منذ السبعينات دعماً للمحافظة على الثقافة والفصل العنصري في أفريقيا. تم تأسيس الكابيكوماندو في أواخر السبعينات للمطالبة بالعودة إلى القيم الأفريقية التقليدية. وقد سميت هذه المنظمة بلباسها الفورتريكر المميز، الذي جعل بعض الشباب الأفارقة وغيرهم يسخرون من مظهر أعضائها ونضالهم. ساهمت معارضة كابيكوماندو المتشددة للإصلاحات السياسية في نهاية المطاف في تهميشها، حتى بين الأفريكانيين المحافظين بشدة.
وفي عام 1983، تشكلت منظمة أفريكانرفرو كينكراغ، وهي منظمة نسائية أفريكانر أخرى، وعملت في المقام الأول على معارضة الاندماج العنصري في المدارس والأماكن العامة الأخرى. ونمت عضوية الرابطة إلى حوالي 1000 عضو خلال منتصف الثمانينات. نشرت المجموعة نشرة إخبارية شهرية وتعاونت مع منظمات أفريقية أخرى، ولكن مثل الكابيكوماندو، فقدت الدعم عندما بدأ القادة السياسيون الأفريكانيون السائدون العمل نحو الشمولية العرقية في التسعينيات.

## النساء في عقدي 1990 و 2000

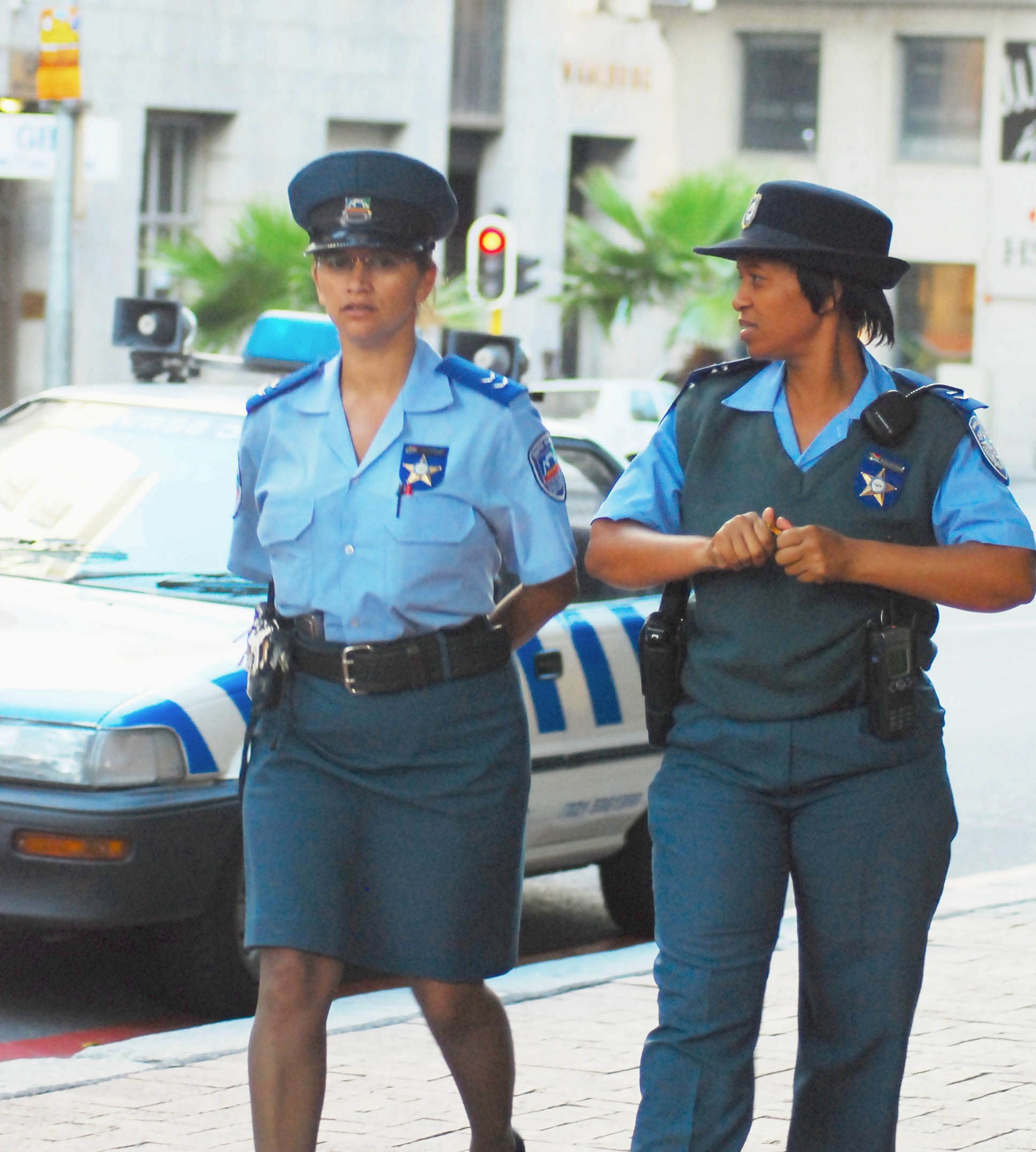
الشرطة النسائية في كيب تاون، 2010

وقد أعيد إحياء رابطة المرأة التابعة للمؤتمر الوطني الأفريقي في عام 1990، بعد رفع الحظر عن المؤتمر الوطني الأفريقي، ونظمت نساء في أكثر من 500 بلدة ومدينة للضغط من أجل النظر في القضايا الجنسانية في المفاوضات الدستورية المقبلة.وبناء على إصرار الرابطة النسائية، قبلت الرابطة من حيث المبدأ الاقتراح الداعي إلى حصول المرأة على ثلث التعيينات السياسية في الحكومة الجديدة. ومن المكاسب الرمزية الأخرى التي حققتها رابطة المرأة في المؤتمر الوطني الإفريقي، المواقف السياسية القوية بشأن حقوق المرأة وحمايتها من سوء المعاملة والاستغلال، لكن ترجمة هذه المعايير إلى قوانين قابلة للتنفيذ ثبت أنها مهمة صعبة.
أحرزت المرأة أهمية جديدة في السياسة نتيجة للإصلاحات السياسية الشاملة في التسعينات. في عام 1994، فازت النساء في الانتخابات بشغل ثمانين من أصل 400 مقعد في الجمعية الوطنية، وهو المجلس البرلماني الوحيد المنتخب مباشرة، وانتخبت امرأة، هي فرين جينوالا، رئيسة للجمعية الوطنية. كما تم انتخاب النساء أيضًا لشغل ما يقرب من ثلث المقاعد في المجالس الإقليمية التسع.
عُيّن نيلسون مانديلا رئيساً لمجلس الوزراء في أيار/مايو 1994، وخلفت امرأة وزير الإسكان الراحل، جو سلوفو، بعد وفاته في كانون الثاني/يناير 1995. وكانت ثلاث نساء نائبات للوزراء في أوائل عام 1995. واحدة منهنّ، زوجة الرئيس مانديلا السابقة، ويني مانديلا، حيث تم تعيينها نائب وزير الفنون والثقافة والعلوم والتكنولوجيا.
والقضاء على العنف ضد المرأة وتحسين فرص التعليم للمرأة هما هدفان مدعومان عالميا تقريبا في جنوب أفريقيا في منتصف التسعينات، ولكن هذه الأهداف لا تحظى إلا بالدعم الخطابي، في كثير من الحالات. وتتمثل الأولويات الأكثر إلحاحا في القضاء على آثار تشريعات الفصل العنصري وتحسين الظروف الاقتصادية والاجتماعية للفقراء جدا والأطفال والفئات الأخرى التي كانت محرومة بشكل خاص في العقود الأخيرة. ويبدو أن التفاوتات المتصلة بنوع الجنس من المرجح أن تدان، ولكنها تنخفض إلى درجة ثانوية من الأهمية في القرن الحادي والعشرين.

## الزواج والحياة الأسرية
حتى أواخر القرن العشرين، ظلت حقوق المرأة المتزوجة مقيدة بموجب القانون. لقد تغير قانون الأسرة تدريجياً طوال القرن العشرين، حيث كانت المرأة البيضاء هي الأولى في اكتساب الحقوق، وكانت المرأة السوداء في الزواج العرفي هي الأخيرة. كان قانون الزواج في أغلب القرن العشرين قائماً على مفهوم القانون الروماني الهولندي الذي يمنح الصلاحيات الأقوى في العلاقات الزوجية للزوج، وهو المبدأ الذي كانت الزوجة بموجبه عاجزة قانوناً بموجب الوصاية الانتفاعية لزوجها. وتشمل السلطة الزوجية سلطة الزوج في إدارة كل من الممتلكات المنفصلة لزوجته وممتلكاتهم المشتركة.ولا تستطيع الزوجة ترك وصية أو إبرام عقد أو رفع دعوى أو رفع دعوى عليها، باسمها الخاص أو بدون إذن من زوجها. وأدى تقرير لجنة الإعاقة القانونية للمرأة في عام 1949 إلى سن قانون الشؤون الزوجية في عام 1953، الذي حسن الوضع القانوني للزوجات بتقييد السلطة الزوجية، ولكنه لم يلغه. وقد ألغى قانون الملكية الزوجية لعام 1984 هذا القانون في المستقبل (أي بالنسبة للزواج الذي تم عقده بعد دخول القانون حيز التنفيذ) ولكن ليس بالنسبة للزواج بين السود. وقد ألغى تعديل في عام 1988 هذا التعديل في المستقبل بالنسبة لزواج السود بموجب القانون المدني، ولكن ليس بالنسبة للزواج المعقود بموجب القانون العرفي. ألغى تعديل آخر في عام 1993 السلطة الزوجية لجميع الزيجات المدنية، كلما تم التعاقد عليها. ولكن السلطة الزوجية ظلت قائمة في ترانسكي (التي كانت مستقلة اسمياً من عام 1976 إلى عام 1994) ولكنها اعتبرت غير دستورية بالنسبة للزواج المدني من قِبَل المحكمة العليا في عام 1999. في عام 2000، عندما دخل القانون حيز النفاذ، ألغى قانون الاعتراف بالزواج العرفي لعام 1998 السلطة الزوجية لجميع الزيجات بموجب القانون العرفي في جميع أنحاء جنوب أفريقيا. ومن بين التغييرات الهامة الأخرى التي سنَّها تشريع القرن العشرين إلغاء مفهوم رد الحقوق الزوجية بموجب قانون الطلاق لعام 1979 (القانون رقم 70 لعام 1979)، القسم 14، فضلاً عن سن العديد من القوانين المحددة ضد العنف المنزلي في في التسعينيات (انظر العنف المنزلي في جنوب أفريقيا). وحظرت جنوب أفريقيا الاغتصاب في إطار الزواج في عام 1993. لقد شهد القرن الحادي والعشرين مفاهيم مختلفة عن الزواج: ففي عام 2006 أصبحت جنوب أفريقيا خامس دولة في العالم تسمح بزواج المثليين.
وفي جنوب أفريقيا، تعرف ممارسة الزواج بالاختطاف باسم «أوكوثوالا»، وهي عادة اختطاف الفتيات الصغيرات وإجبارهن على الزواج، بموافقة والديهن في كثير من الأحيان. تحدث هذه الممارسة بشكل رئيسي في المناطق الريفية، ولا سيما الكاب الشرقية وكوازولو ناتال. وغالبا ما تكون الفتيات ضحايا هذه الممارسة قاصرات.

## وضع النساء والفتيات

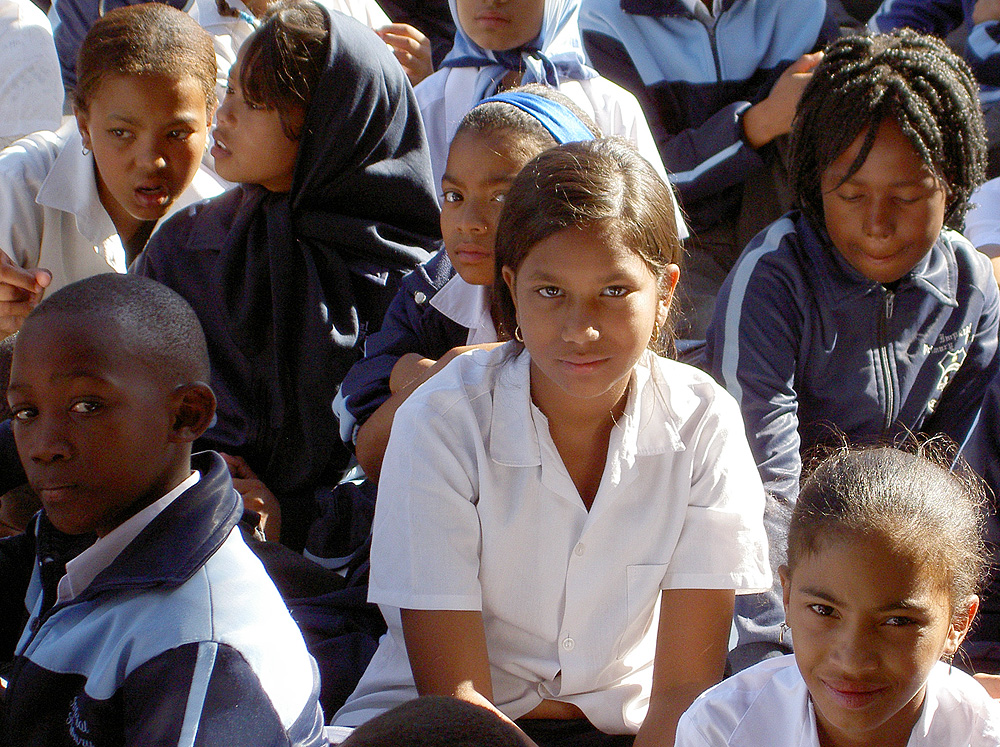
فتيات المدارس في كيب تاون

في عام 2015، أطلقت كل من الجمعية العامة للأمم المتحدة (UGA) و (SABC) و (ONE) حملة الفتاة القوية بهدف إشراك سكان جنوب أفريقيا بشأن أهمية وضع حكومة جنوب أفريقيا النساء والفتيات في مركز التزامات الجمعية العامة للأمم المتحدة حيث سيتم الاتفاق على أهداف تنموية جديدة. وناقشت الجمعية العامة للأمم المتحدة أهداف التنمية المستدامة الجديدة (SDG)، التي من شأنها أن توجه جهود التنمية العالمية للسنوات 15 المقبلة. ووضعت حكومة جنوب أفريقيا عددا من السياسات والتشريعات سعيا إلى تمكين المرأة. فعلى سبيل المثال، يتضمن الدستور المادة 9 التي تعزز المساواة لجميع الأشخاص والتحرر من التمييز، وقانون المساواة في العمل رقم 55 (1998) الذي يسعى إلى تحقيق المساواة في مكان العمل من خلال تعزيز المعاملة العادلة في العمل. للا يزال وضع المرأة في جنوب أفريقيا معقدا حتى الآن، ولكن بفضل الأمم المتحدة وحكومة جنوب أفريقيا، تم إجراء بعض التحسينات على الرغم من التحسينات، لا يزال هناك الكثير مما لا يزال بحاجة إلى المزيد من الاستثمارات في برامج لتمكين النساء والفتيات لتحسين وضعهم وفرصهم.

## العنف الجنسي

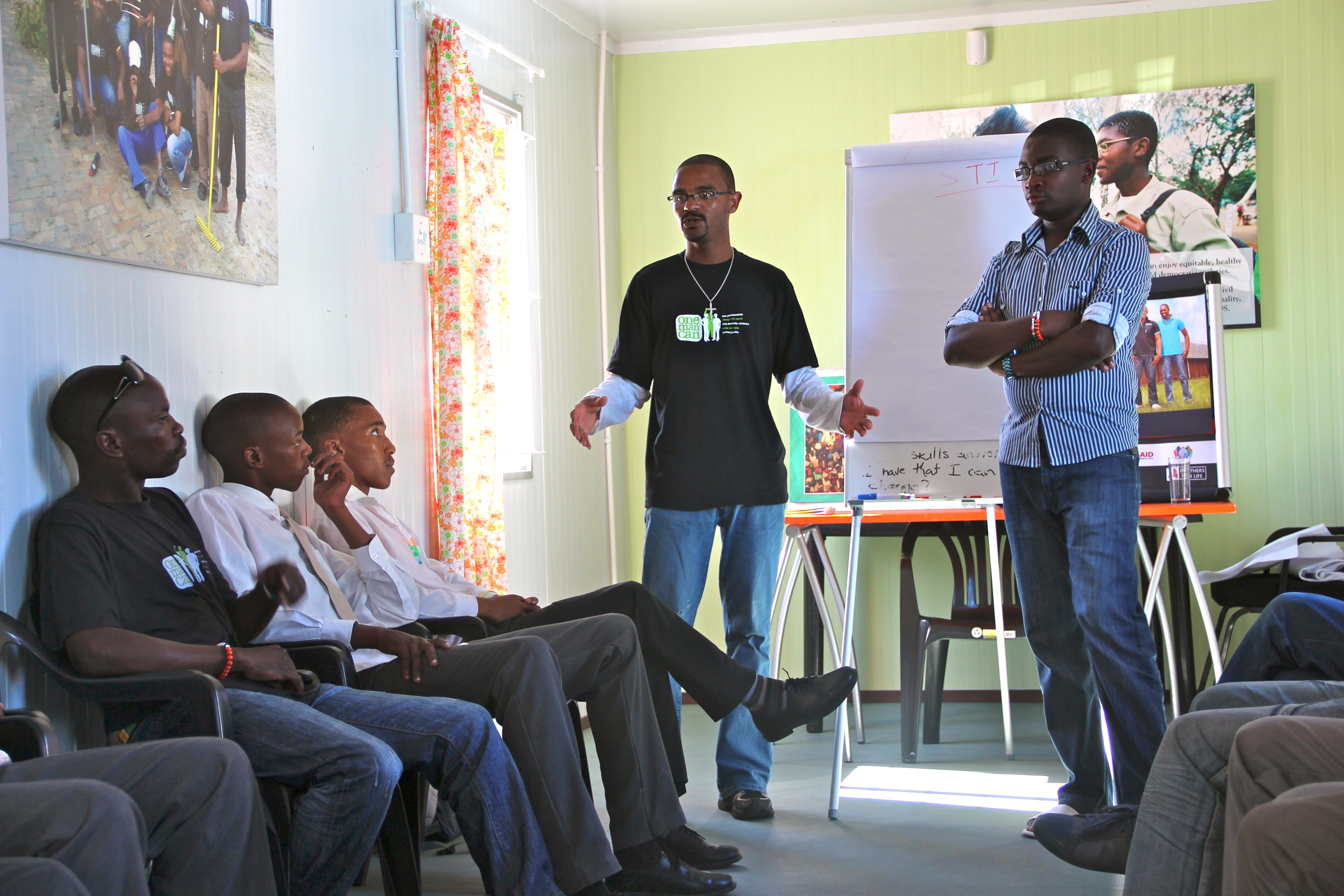
يهدف برنامج Sonke Gender Justice في جنوب إفريقيا إلى تغيير المواقف المجتمعية تجاه العنف الجنسي

يعد معدل العنف الجنسي في جنوب إفريقيا من بين أعلى المعدلات في العالم. وفي عام 1993، حظرت جنوب أفريقيا الاغتصاب في إطار الزواج. وقانون تعديل القانون الجنائي (الجرائم الجنسية والمسائل ذات الصلة) لعام 2007 هو قانون قانوني شامل يحظر العنف الجنسي ويعاقب عليه. وعلى الرغم من الإطار القانوني القوي، فإن العنف الجنسي شائع للغاية في جنوب أفريقيا؛ في دراسة واحدة اعترف واحد من كل أربعة رجال بارتكاب الاغتصاب. ويقدر عدد ضحايا الاغتصاب بنحو 600000 سنويا في البلد. لا يتم إبلاغ السلطات بمعظم الحالات. وفي جنوب أفريقيا، لا تزال أسطورة التطهير العذري سائدة، مما يؤدي إلى ارتفاع معدلات الاعتداء الجنسي على الأطفال. وخلال 2015/16، أُبلغت دائرة شرطة جنوب إفريقيا عن 51,895 جريمة ذات طابع جنسي.
في سبتمبر 2019، في اليوم الثالث من الاحتجاجات ، كشف سيريل رامافوزا، رئيس جنوب إفريقيا، عن العنف ضد المرأة في بلاده باعتباره أزمة وطنية.
وفي 2018 وحدها، بلغ عدد النساء اللاتي قُتلن في جنوب أفريقيا 3,000 امرأة.

## الصحة والحقوق الإنجابية

معدل انتشار فيروس نقص المناعة البشرية التقديري بين البالغين الذين تتراوح أعمارهم بين 15 و 49 عامًا حسب البلد في عام 2007

تؤدي البنيات والتوقعات الاجتماعية دورا هاما في النشاط الجنسي للمرأة في جنوب أفريقيا، والصحة الجنسية، وتعرضها للإصابة بالأمراض المنقولة بالاتصال الجنسي.
الأمراض المنقولة عن طريق الاتصال الجنسي (STI) تشكل مصدر قلق كبير للصحة العامة، وخاصة في البلدان النامية حيث خطر انتقال فيروس نقص المناعة البشرية (الإيدز) مرتفع. فيروس نقص المناعة البشرية / الإيدز في جنوب أفريقيا مشكلة خطيرة للغاية. يوجد في البلاد رابع معدل عالمي للعدوى: في عام 2016، كان 18.90% من البالغين الذين تتراوح أعمارهم بين 15 و 49 عامًا مصابين بفيروس نقص المناعة البشرية / الإيدز. فقط سوازيلاند وليسوتو وبوتسوانا لديها معدل أعلى. النساء أكثر عرضة للإصابة. بين النساء، وجد أن النساء الأكبر سنًا في جنوب إفريقيا المتزوجات أو المتعاشرات مع شريك هن من أكثر الفئات المعرضة لخطر الإصابة بفيروس نقص المناعة البشرية. خلصت إحدى الدراسات إلى أن هذا ناتج عن قوة التوازن غير المتكافئة بين الرجل والمرأة مما يترك النساء، اللائي لديهن قوة أقل في العلاقة، غير قادرين على طلب أو التفاوض بشأن استخدام الواقي الذكري مع شركائهن.